# Eurorégion Nouvelle-Aquitaine-Euskadi-Navarre
L'Eurorégion Nouvelle-Aquitaine-Euskadi-Navarre est un groupement européen de coopération territoriale créé le 12 décembre 2011. Son nom en basque est Akitania Berria-Euskadi-Nafarroa euroeskualdea et en espagnol Eurorregión Nueva Aquitania-Euskadi-Navarra. Elle regroupe la communauté autonome du Pays basque (Euskadi), la communauté forale de Navarre et la Nouvelle-Aquitaine

## Historique
Le vendredi 18 mars 2016, l'Assemblée de l'Eurorégion a approuvé à l'unanimité la demande d'adhésion introduite par la Navarre. Cela intervient à la suite du changement de majorité à Pampelune, après l'élection régionale et la formation d'une coalition entre Geroa Bai, Bildu et Podemos. L'intégration de la communauté forale de Navarre est effective le 6 mars 2017.

## Composition

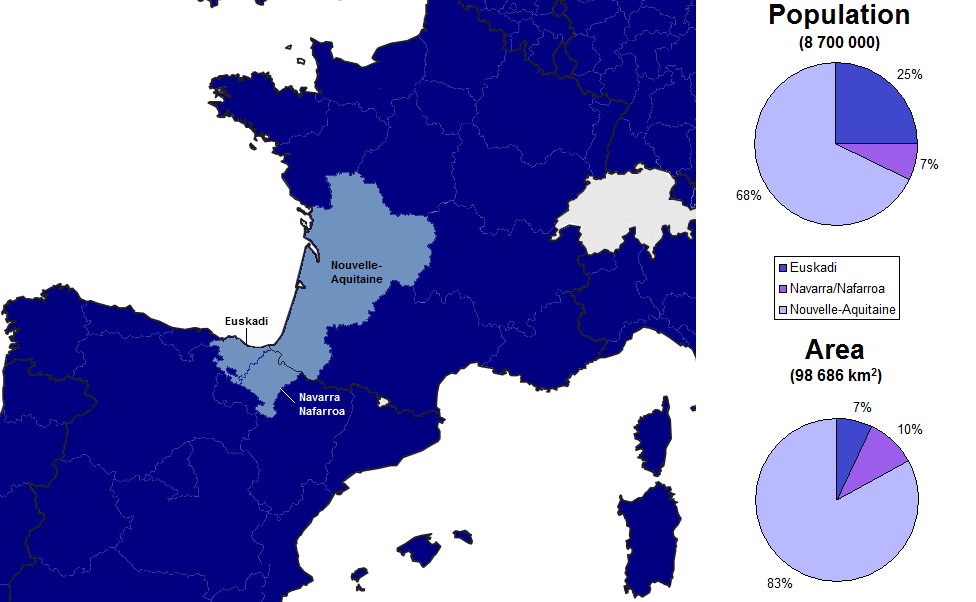
répartition des populations et des superficie de l'Eurorégion.

Les membres du GECT sont la Communauté autonome basque, la communauté forale de Navarre et la région Nouvelle-Aquitaine.

## Géographie
Les régions partenaires sont situées de part et d'autre des versants nord et sud des Pyrénées, dont la ligne de partage des eaux forme (principe plus ou moins respecté) la frontière franco-espagnole le long de la chaine de montagnes. 
Ces régions sont également proches de l'océan Atlantique, dans sa partie golfe de Gascogne (golfe de Biscaye pour les espagnols). Le climat océanique est donc majoritaire, mais laisse place au climat montagnard dans les Pyrénées, en particulier Haut-Béarn et Haute-Navarre, mais aussi Soule (point culminant le pic d'Orhy, 2 017 m d'altitude).

## Missions
Le GECT a pour mission de promouvoir le développement économique, social et culturel de ses membres. Il représente l'eurorégion auprès des instances locales, nationales et européennes. En cela, il met en œuvre les programmes de coopération financés par l'Union européenne.
Cependant, ces missions sont limitées aux missions relevant des compétences communes à l'ensemble de ses membres.
Dans le secteur de la mobilité, l'Eurorégion mène le programme Transfermuga.

## Organes et fonctionnement

### Assemblée
L'Assemblée se compose de 20 membres répartis équitablement entre ses membres.
Elle se réunit au moins deux fois par an. Le quorum est atteint lorsque dix membres sont présents (dont cinq membres espagnols et français). Elle recherche le consensus mais, dans le cas où celui-ci n'est pas possible, pourra prendre des décisions avec une majorité des trois cinquièmes.

### Président
Alain Rousset est le président de l'Eurorégion Aquitaine-Euskadi
Ancien directeur de cabinet adjoint d'Alain Rousset, Marc Moulin est depuis février 2012 le directeur de l'Eurorégion Aquitaine-Euskadi.

## Sources

## Compléments